# Nymphon dubitabile
Nymphon dubitabile är en havsspindelart som beskrevs av Stock, J.H. 1973. Nymphon dubitabile ingår i släktet Nymphon och familjen Nymphonidae. Inga underarter finns listade i Catalogue of Life.